# Kazimiera Jeżewska
Kazimiera Jeżewska z domu Zwierzyńska, ps. Jerzy Jezierski (ur. 1 marca 1902 w Łapach, zm. 31 sierpnia 1979 w Warszawie) – polska poetka, tłumaczka literatury starożytnej Grecji oraz literatury polsko-łacińskiej, autorka adaptacji scenicznych baśni. 

## Życiorys
Podczas wojny polsko-bolszewickiej pracowała w szpitalu frontowym, później studiowała historię, psychologię i filozofię na Uniwersytecie Warszawskim. Była uczennicą Władysława Witwickiego. Od 1931 roku związana była z teatrem Reduta jako kierownik literacki oraz kierownik archiwum i biblioteki. W 1934 roku wraz z Ewą Kuniną i Marią Dulebą zorganizowała działający przy Reducie teatr dla dzieci, gdzie wystawiono jej sztuki Piast i Żaki krakowskie.
Podczas okupacji niemieckiej działała w tajnym nauczaniu.
Po II wojnie światowej pracowała w Ministerstwie Kultury i Sztuki. W latach 1950–1962 była kierownikiem literackim Teatru Lalki i Aktora „Baj” w Warszawie. Jest autorką utworów scenicznych dla dzieci, m.in. Podanie o Piaście (1938), Stajenka betlejemska (1938), Pan Twardowski (1972), Chłop i diabeł (1973). Sporą popularnością cieszyła się jej sentymentalna opowieść wierszem dla dzieci o cygańskim chłopcu, Margo włóczęga (Kraków 1949). Przygotowała adaptacje sceniczne Księgi dżungli R. Kiplinga, baśni Andersena, Chłopców z Placu Broni F. Molnára, Pierścienia i róży W.M. Thackeraya. Jest autorką przekładu Iliady Homera.
19 stycznia 1955 roku na wniosek Ministra Kultury i Sztuki została odznaczona Medalem 10-lecia Polski Ludowej.
W styczniu 1976 roku podpisała list protestacyjny do Komisji Nadzwyczajnej Sejmu PRL przeciwko zmianom w Konstytucji Polskiej Rzeczypospolitej Ludowej.
Zmarła w Warszawie, pochowana na cmentarzu parafialnym w Skolimowie.